# غوين فلمنج
غوين فلمنج (بالإنجليزية: Gwen Fleming)‏ هي طبيبة أسترالية، ولدت في 9 يونيو 1916 في تاري في أستراليا، وتوفيت في 18 يناير 2011.